# 乌尔河

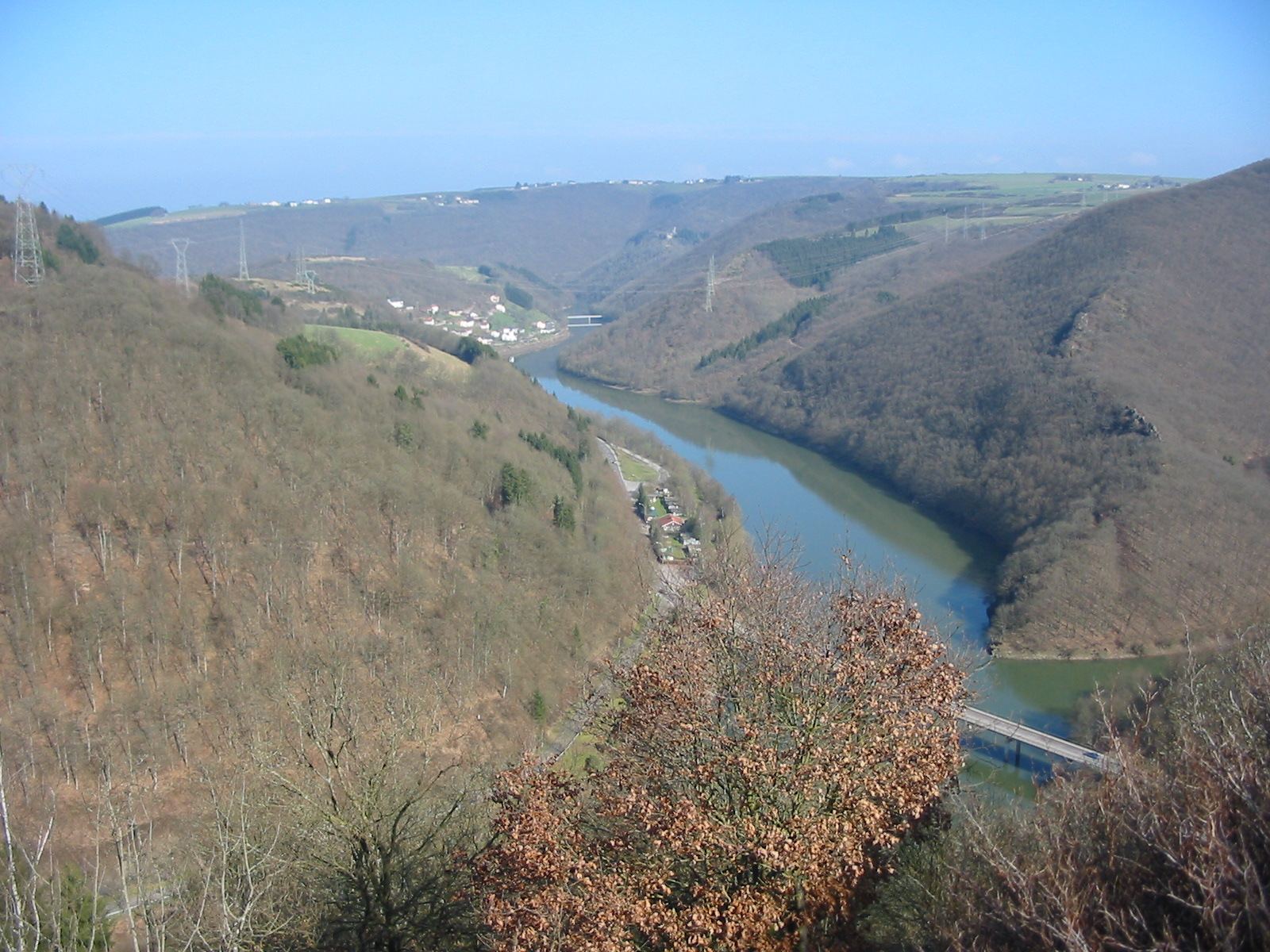
烏爾河

49°52′30.4″N 6°17′12″E / 49.875111°N 6.28667°E
乌尔河（法語：Our，法語發音：[uʁ] ⓘ，德語發音：[ˈuːɐ̯]，盧森堡語發音：[ˈuːɐ̯] ⓘ；德语旧作）是歐洲的河流，流經比利時、盧森堡和德國，屬於紹爾河的左支流，河道全長78公里，發源自比林根附近，河口處在瓦倫多夫。